# Liste der litauischen Abgeordneten zum EU-Parlament (2004–2009)
Die Liste der litauischen Abgeordneten zum EU-Parlament (2004–2009) listet alle litauischen Mitglieder des 6. Europäischen Parlaments nach der Europawahl in Litauen 2004.

## Mandatsstärke der Parteien
- SPE: 2
- ALDE: 7
- EVP-ED: 2
- UEN: 2

| Nationale Partei                        | Mandate | Fraktion                                                                   |
| --------------------------------------- | ------- | -------------------------------------------------------------------------- |
| Darbo partija (DP)                      | 5       | Fraktion der Allianz der Liberalen und Demokraten für Europa (ALDE)        |
| Liberalų ir centro sąjunga (LiCS)       | 2       | Fraktion der Allianz der Liberalen und Demokraten für Europa (ALDE)        |
| Tėvynės Sąjunga (TS)                    | 2       | Fraktion der Europäischen Volkspartei und europäischer Demokraten (EVP-ED) |
| Lietuvos socialdemokratų partija (LSDP) | 2       | Sozialdemokratische Fraktion im Europäischen Parlament (SPE)               |
| Tvarka ir teisingumas (TT)              | 2       | Union für das Europa der Nationen (UEN)                                    |
| Gesamt                                  | 13      |                                                                            |

## Abgeordnete
| Bild | Name                     | von           | bis           | Partei | Fraktion | Anmerkungen                         |
| ---- | ------------------------ | ------------- | ------------- | ------ | -------- | ----------------------------------- |
|      | Laima Liucija Andrikienė | 20. Juli 2004 | 13. Juli 2009 | TS     | EVP-ED   |                                     |
|      | Šarūnas Birutis          | 20. Juli 2004 | 13. Juli 2009 | DP     | ALDE     |                                     |
|      | Danutė Budreikaitė       | 20. Juli 2004 | 13. Juli 2009 | DP     | ALDE     |                                     |
|      | Arūnas Degutis           | 20. Juli 2004 | 13. Juli 2009 | DP     | ALDE     |                                     |
|      | Jolanta Dičkutė          | 20. Juli 2004 | 13. Juli 2009 | DP     | ALDE     |                                     |
|      | Gintaras Didžiokas       | 20. Juli 2004 | 13. Juli 2009 | TT     | UEN      |                                     |
|      | Eugenijus Gentvilas      | 20. Juli 2004 | 13. Juli 2009 | LiCS   | ALDE     |                                     |
|      | Ona Juknevičienė         | 20. Juli 2004 | 13. Juli 2009 | DP     | ALDE     |                                     |
|      | Vytautas Landsbergis     | 20. Juli 2004 | 13. Juli 2009 | TS     | EVP-ED   |                                     |
|      | Eugenijus Maldeikis      | 11. Mai 2006  | 13. Juli 2009 | TT     | UEN      | Nachgerückt für Rolandas Pavilionis |
|      | Justas Vincas Paleckis   | 20. Juli 2004 | 13. Juli 2009 | LSDP   | SPE      |                                     |
|      | Rolandas Pavilionis      | 20. Juli 2004 | 10. Mai 2006  | TT     | UEN      | Nachrücker: Eugenijus Maldeikis     |
|      | Aloyzas Sakalas          | 20. Juli 2004 | 13. Juli 2009 | LSDP   | SPE      |                                     |
|      | Margarita Starkevičiūtė  | 20. Juli 2004 | 13. Juli 2009 | LiCS   | ALDE     |                                     |